# George Edward Dobson
George Edward Dobson (Edgeworthstown, Irlanda, 4 de septiembre de 1848 - 26 de noviembre de 1895) fue un zoólogo, fotógrafo y cirujano militar.

## Biografía
Era el hijo mayor de Parke Dobson y se educó en la Royal School Enniskillen y luego en el Trinity College de Dublín. Obtuvo los títulos de Bachelor of Arts en 1866, Bachelor of Medicine, Bachelor of Surgery y Master of Surgery en 1867 y Master of Arts en 1875.
En 1872 fue destinado a las Islas Andamán, donde realizó una serie de fotografías antropológicas de los Andamanese. Se convirtió en un cirujano militar después de 1867 sirviendo en la India, un puesto que mantuvo hasta su retiro en 1888.
Alrededor de 1878, se convirtió en médico del Royal Victoria Museum en Netley.

## Logros
Dobson era un experto en pequeños mamíferos, especialmente murciélagos (los quirópteros) e insectívoros. Fue miembro de varias sociedades científicas, la Royal Society (elegida en 1883), la Sociedad Linneana de Londres y la Sociedad Zoológica de Londres. Fue también miembro de la Academia de Ciencias Naturales de Filadelfia y de la Sociedad Biológica de Washington.

## Trabajos
- Catalogue of the Chiroptera in Collection of British Museum (1878)
- Monograph of the Asiatic Chiroptera (1876)
- A Monograph of the Insectivora, systematic and anatomical (tres partes), John Van Voorst, Londres, 1882-1890.

Además, Dobson también contribuyó a la novena edición de la Encyclopædia Britannica donde escribió los relatos sobre los murciélagos vampiros, los topos y las musarañas.